# Castilléjar
Castilléjar là một đô thị trong tỉnh Granada, Tây Ban Nha. Theo điều tra dân số 2006 (INE), đô thị này có dân số là 1619 người.
37°43′B 2°38′T / 37,717°B 2,633°T